# Distrikt Patambuco

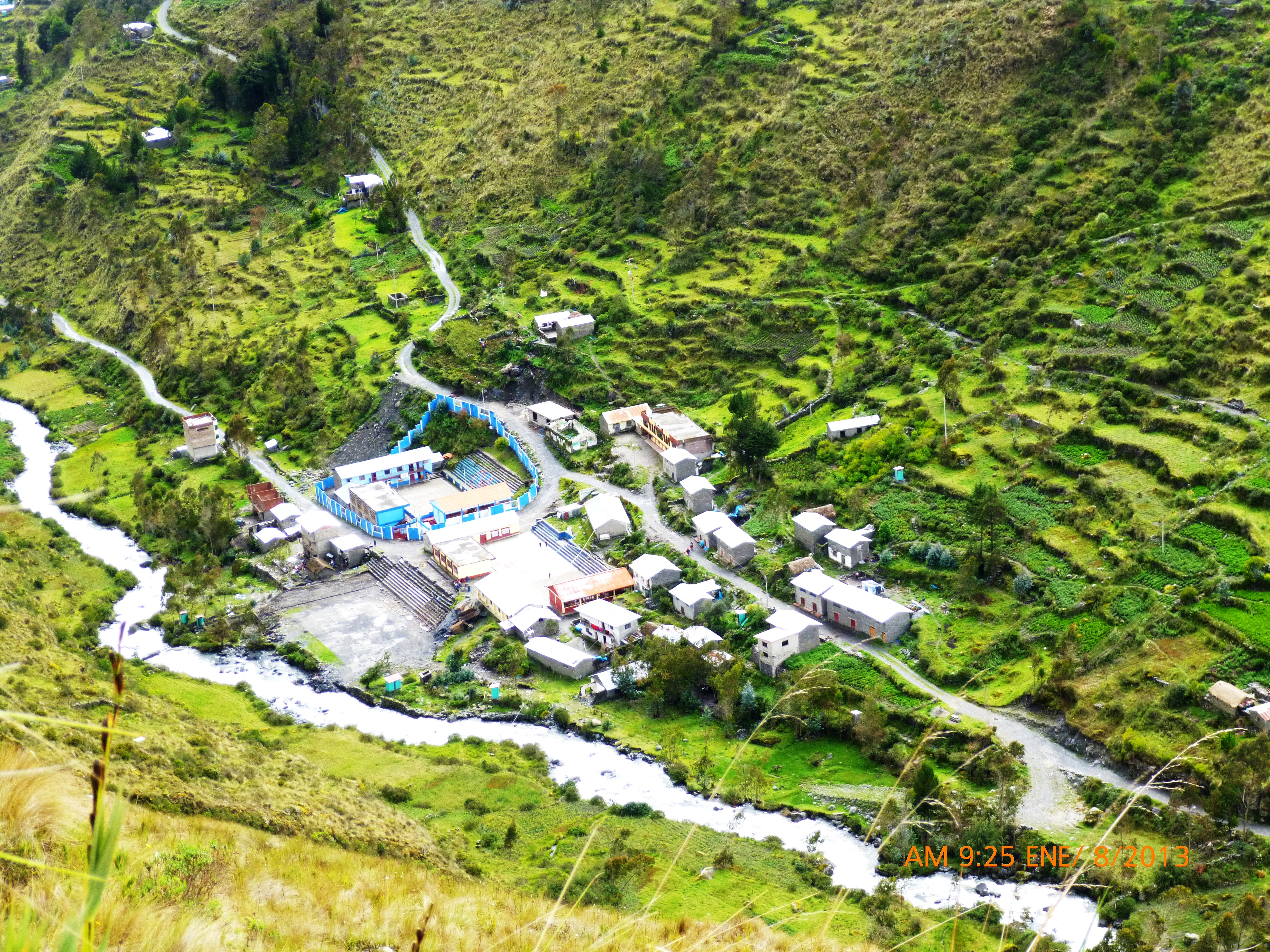
Chaupiayllu

Der Distrikt Patambuco liegt in der Provinz Sandia in der Region Puno in Südost-Peru. Der Distrikt besitzt eine Fläche von 472 km². Beim Zensus 2017 wurden 4218 Einwohner gezählt. Im Jahr 1993 lag die Einwohnerzahl bei 4762, im Jahr 2007 bei 4266. Verwaltungssitz des Distriktes ist die 3588 m hoch gelegene Ortschaft Patambuco mit 457 Einwohnern (Stand 2017). Patambuco befindet sich 17 km westsüdwestlich der Provinzhauptstadt Sandia.

## Geographische Lage
Der Distrikt Patambuco liegt in der Cordillera Carabaya im Südwesten der Provinz Sandia. Die Längsausdehnung in SSW-NNO-Richtung beträgt 36 km, die maximale Breite 19 km. Der Río Patambuco entwässert das Areal nach Nordosten zum Río Inambari.
Der Distrikt Patambuco grenzt im Südwesten an den Distrikt Crucero (Provinz Carabaya), im Westen an den Distrikt Limbani, im Nordwesten an den Distrikt Phara, im äußersten Nordosten an den Distrikt Alto Inambari, im Osten an den Distrikt Sandia sowie im Südosten an den Distrikt Cuyocuyo.

## Ortschaften
Im Distrikt gibt es neben dem Hauptort folgende größere Ortschaften:
- Canu Canu (466 Einwohner)
- Capilla Pampa
- Coñilini
- Chaupiayllu
- Chejani (378 Einwohner)
- Chullu Iluni (214 Einwohner)
- Jarahuaña (293 Einwohner)
- Kallani
- Pacchani
- Puna Ayllu Santa Cruz (426 Einwohner)
- Punco Keari (375 Einwohner)
- Tiraca (302 Einwohner)